# Raiffeisenbank Heide
Die Raiffeisenbank eG Heide war eine deutsche Genossenschaftsbank mit Sitz in Heide im Kreis Dithmarschen, Schleswig-Holstein.

## Geschäftsfelder
Die Produktpalette beinhaltete neben den traditionellen weit gefächerten Bankangeboten elektronische Direktbankleistungen. Darüber hinaus war die Raiffeisenbank in den Geschäftsbereichen Immobilienvermittlung, Versicherungen, Bausparen und Leasing tätig.

## Geschichte
Die Gründung der ersten Spar- und Darlehenskassen, die später zur heutigen Raiffeisenbank Heide zusammengeschlossen wurden, geht bereits ins 19. Jahrhundert zurück. Am 7. Februar 1921 wurde dann die Spar- und Darlehenkasse e.G.m.u.H., die heutige Raiffeisenbank Heide gegründet und bereits vier Jahre später bezog man das Geschäftsgebäude am Markt. Nach mehreren Fusionen, u. a. 1988 mit der Raiffeisenbank Albersdorf, 1993 mit der Raiffeisenbank Nordhastedt und 1997 mit der Raiffeisenbank Tellingstedt, erreichte die Bank ihre maximale Größe. Am 2. Oktober 2017 fusionierte das Institut mit der Husumer Volksbank zur VR Bank Westküste.

## Geschäftsgebiet und Geschäftsstellen
Die Raiffeisenbank eG Heide war als eine von zwei Genossenschaftsbanken im Kreis Dithmarschen bereits seit über 95 Jahren „am Markt“ und betrieb unter der Adresse Markt 73 - 75 in Heide sowie an weiteren Standorten im nordöstlichen Teil des Kreises Dithmarschen Geschäftsstellen, wobei sich ihr Geschäftsgebiet teilweise mit dem der Dithmarscher Volks- und Raiffeisenbank eG überschnitt.
Insgesamt unterhielt die Raiffeisenbank eG Heide sieben personenbesetzte Filialen:
- Albersdorf
- Heide (Hauptstelle) (+ zwei externe Geldautomaten im Stadtgebiet)
- Hennstedt
- Nordhastedt
- Pahlen
- Schafstedt
- Tellingstedt